# Коронавірусна хвороба 2019 на Американському Самоа
Епідемія коронавірусної хвороби 2019 на Американському Самоа — це поширення пандемії коронавірусної хвороби 2019 на територію Американського Самоа. Перший випадок хвороби на цій острівній території США зареєстровано 9 листопада 2020 року.

## Хронологія
6 березня 2020 року уряд Американського Самоа запровадив обмеження на в'їзд на свою територію, включаючи обмеження кількості рейсів, та запровадив вимогу прибулим з Гавайських островів провести 14 днів на Гаваях, та отримати там медичне підтвердження від органів охорони здоров'я. 11 березня була створена урядова робоча група для боротьби з поширенням хвороби, і для осіб, які прибувають до Американського Самоа, запроваджені карантинні заходи. 14 березня повідомлено, що половина з 210 пасажирів рейсу авіакомпанії «Hawaiian Airlines» направлені на домашній карантин. Після поїздки на материкову частину США губернатор Американського Самоа Лоло Леталу Маталасі Моліга для запобігання ймовірного поширення інфекції 16 березня пішов на самоізоляцію.
26 березня 2020 року виконавчий помічник губернатора та керівник оперативної групи з питань боротьби з поширенням коронавірусної хвороби на території Американського Самоа Джозеф Перейра визнав, що на території Американського Самоа немає засобів для тестування на COVID-19, тому зразки біоматеріалу будуть відправлятися до Атланти.
19 квітня 2020 року президент США Дональд Трамп заявив, що в Американському Самоа сталася велика катастрофа, відповівши на запит губернатора Лоло Леталу Маталасі Моліги про допомогу від 13 квітня. Ця заява дає можливість надати території федеральну допомогу у боротьбі з поширенням коронавірусної інфекції. Федеральне агентство з надзвичайних ситуацій США призначили регіонального адміністратора IX регіону Роберта Фентона-молодого координатором усіх федеральних операцій з допомоги Американському Самоа.
Станом на 6 травня 2020 року на території Американського Самоа не реєструвалось випадків коронавірусної хвороби.
9 листопада 2020 року Американське Самоа повідомило про перші 3 випадки коронавірусної хвороби, які були членами екіпажу контейнеровоза Fesco Askold. Це означало, що COVID-19 зареєстрований у всіх населених територіях США; раніше було підтверджено, що хвороба поширилася на всі 50 штатів і округ Колумбія, після виявлення першого випадку хвороби 17 березня 2020 року в Західній Вірджинії.
18 листопада 2020 року міністерство охорони здоров'я, адміністрація порту та власники Fesco Askold дійшли згоди щодо дозволу місцевим вантажникам для перевантаження контейнерів з контейнеровоза. За повідомленням радіо Нової Зеландії корабель мав залишити Американське Самоа 19 листопада 2020 року.
21 грудня 2020 року Американське Самоа розпочало вакцинацію проти COVID-19, розпочавши щеплення своїм медичним працівникам та особам із групи ризику вакциною Pfizer. Того ж дня було повідомлено про ще один випадок хвороби в члена екіпажу контейнеровоза Coral Islander.
До 6 березня 2021 року на Американському Самоа було введено майже 24 тисячі доз вакцини проти COVID-19. За словами директора місцевого департаменту охорони здоров'я, це складає приблизно 42 % населення, яке підлягало щепленням на Американському Самоа.
18 квітня 2021 року губернатор Американського Самоа повідомив про новий випадок хвороби в чоловіка, репатрійованого з Гавайських островів, який знаходився в карантині.
13 серпня 2021 року уряд Американського Самоа зробив вакцинацію проти COVID-19 обов'язковою для в'їзду на його територію, щойно FDA видало повне схвалення для вакцини Pfizer–BioNTech проти COVID-19 23 серпня.
Шостий випадок (зазвичай повідомляється як перший випадок безпосередньо на території країни у засобах масової інформації, за винятком випадку на вантажному судні та випадків попереднього карантину) був виявлений у групи мандрівників, які перебували на карантині у своєму готелі, 18 вересня 2021 року. Інфікована особа була повністю вакцинованим резидентом, який повернувся з поїзки на Гаваї та континентальну частину США першим комерційним рейсом між Гонолулу та Паго-Паго після відновлення поїздки. Унаслідок цього особу перевезли в інший заклад для ізоляції, а польоти на острів призупинили на невизначений термін.
Ще 2 випадки хвороби (третій зарахований завезений випадок, а також сьомий і восьмий загалом) було зареєстровано 2 жовтня. Це були повністю вакциновані жителі, які перебували на карантині після повернення рейсом із Гонолулу 27 вересня. Унаслідок цього хворі та 3 тісних контакти були направлені на ізоляцію.
Наприкінці грудня 2021 року повідомлено, що на островах було виявлено загалом 11 завезених випадків хвороби без місцевої передачі.
13 січня 2022 року було виявлено 6 нових випадків хвороби на рейсі авіакомпанії «Hawaiian Airlines».
Станом на 31 січня 2022 року виявлено 18 завізних та жодного місцевого випадку хвороби.